# Flora Tristan
Flora Tristan (Parigi, 7 aprile 1803 – Bordeaux, 14 novembre 1844) è stata una scrittrice socialista e femminista francese di origini peruviane.

## Biografia
Il padre di Flore Célestine Thérèse Henriette Tristán Moscoso era il colonnello dei dragoni dell'Esercito spagnolo Mariano Tristán y Moscoso: nato ad Arequipa, in Perù, allora colonia spagnola, da una famiglia ricca e potente in patria, e amico di Simón Bolívar (che affermava di discendere da Montezuma ). Egli risiedeva a Bilbao quando conobbe la francese Anne-Pierre Laisnay, che si era rifugiata in Spagna al tempo della Rivoluzione. Qui, nel 1802, l'abate Roncelin li sposò nella casa della Laisnay: l'atto di matrimonio non venne però trasmesso da Mariano alle autorità spagnole e pertanto il consolato francese a Bilbao non poté trasmetterlo all'anagrafe francese.
Quando la coppia si stabilì a Parigi, dove il 7 aprile 1803 nacque Flora, non risultava pertanto sposata per la legge francese: nel 1806 la famiglia si trasferì in una grande casa a Vaugirard, nella Grande-Rue 102, dove il 14 giugno 1807 il colonnello Mariano morì. La vedova mise al mondo due settimane dopo il secondo figlio Mariano Pio Henrique, che avrà vita breve, morendo dieci anni dopo, il 3 maggio 1817.
Non avendo regolarizzato la sua posizione matrimoniale né sottoscritto alcun testamento, il colonnello Mariano lasciò la vedova senza diritti di successione e Flora ed Henrique suoi figli naturali, illegittimi e dunque, agli occhi della pubblica opinione, dei «bastardi». Le proprietà che don Mariano possedeva in Perù e in Spagna passarono così ai famigliari peruviani mentre, con il pretesto dell'apertura delle ostilità con la Spagna, lo Stato francese incamerò nel 1808 i beni lasciati in Francia da don Mariano e la famiglia di Flora si trovò in ristrettezze.
La vedova e i due figli affittarono un'altra casa di Parigi e poi, nel 1810, si trasferirono a L'Haÿ-les-Roses, non lontano dalla capitale, per tornare nel febbraio del 1818, dopo la morte del piccolo Henrique, nuovamente a Parigi, in una casa di rue Fouarre, in un quartiere popolare.
Per Flora si presentò la necessità di contribuire al sostentamento suo e della madre: nel 1820 trovò un impiego come apprendista nell'atelier del modesto incisore André Chazal (1796-1860). È ben noto come il matrimonio fosse per le ragazze povere l'occasione di sfuggire ai disagi della loro condizione, e a questa soluzione Flora era spinta dalle offerte di Chazal e dalle sollecitazioni della madre, benché forse le fosse già presente che il carattere violento del marito non le avrebbe garantito una serena convivenza: il 3 febbraio 1821 Flora Tristan divenne la signora Chazal.
L'esperienza confermò i presupposti e Flora sentì sempre più intollerabile la sua condizione di cittadina di seconda classe, di essere privo di autonomia e di macchina fattrice di figli, e intese che il matrimonio diveniva l'istituzione che legalizzava una servile subordinazione, resa eterna dall'abrogazione del divorzio stabilita dalla Restaurazione. Nel 1822 era nato un primo figlio, di cui s'ignora il nome e che morirà 10 anni dopo; il 22 giugno 1824 era nato Ernest-Camille: il 2 marzo 1825 Flora lasciò il marito e con il figlio Ernest si trasferì in casa della madre, dove il 16 ottobre nacque Aline Marie, futura madre del pittore Gauguin.
Si sa poco della vita condotta in questi primi anni, se non che si guadagnò da vivere come dama di compagnia di una famiglia inglese che accompagnò a Londra nel 1826. Nel 1829 conobbe casualmente in un albergo di Parigi il capitano della marina mercantile Zacharie Chabrié, il quale aveva conosciuto in Perù Pío Tristán y Moscoso, fratello minore del padre di Flora e capo di quella facoltosa famiglia. Flora gli scrisse descrivendogli le difficoltà in cui lei versava insieme con la cognata e i suoi nipoti, e chiedendogli di legittimarla, garantendole così la parte spettante dei beni paterni. La risposta di don Pío, affettuosa nella forma ma negativa nella sostanza, consistette nell'invio di denaro e nell'impossibilità dichiarata di poterla riconoscere come erede del fratello a causa della sua condizione di figlia illegittima.

### In Perù

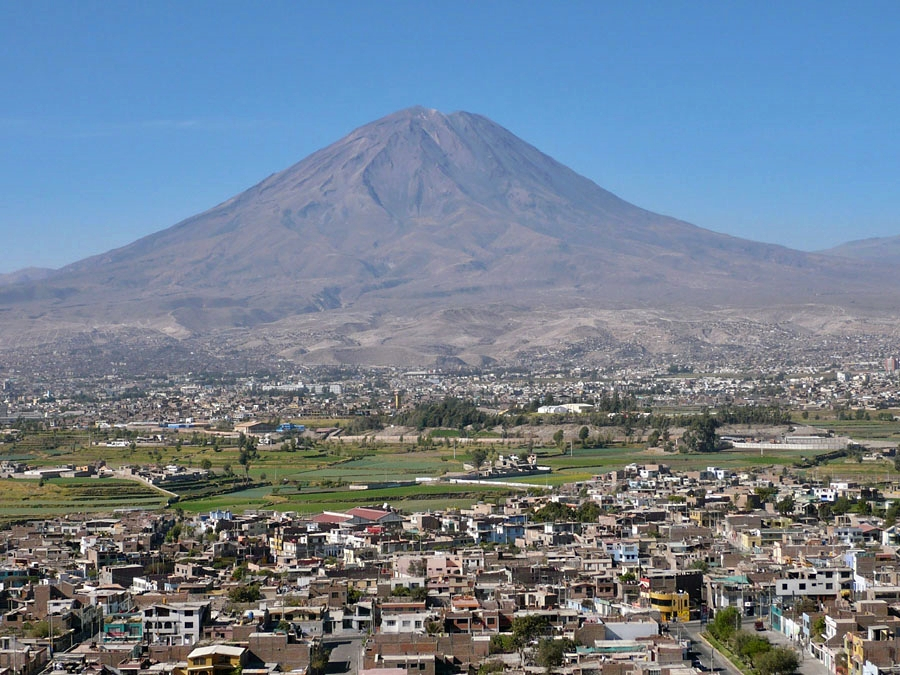
La moderna Arequipa e il vulcano Misti

Malgrado la risposta scoraggiante, nell'aprile del 1833 Flora s'imbarcò da Bordeaux alla volta del Perù a bordo del piroscafo Mexicain, comandato da quel Zacharie Chabrié con il quale ebbe una relazione che durò i sei mesi del viaggio. Accolta ad Arequipa con ogni cortesia, vi si trattenne per otto mesi, alloggiata nella lussuosa casa dei Tristán y Moscoso, servita da domestici e riverita dai notabili della regione che da una decina d'anni si era resa indipendente dalla Spagna e soffriva di continue guerre civili ed esterne. Come ella, proveniente da Parigi, attraeva i suoi ospiti, così quella europeizzante ma tuttavia esotica società esercitava un'indubbia attrazione agli occhi di Flora: un'attrazione critica, tuttavia, perché non mancò di annotare gli aspetti violenti e grotteschi di quelle istituzioni semi-feudali, la corruzione e l'avidità della classe politica, le disparità sociali, l'aperto razzismo verso gli indios, l'estrema miseria della popolazione, il diffuso analfabetismo, la superstizione della religione.
Vi era però un'eccezione, in quella società, che poteva essere invidiata anche da un'europea: la condizione della donna, che nella generalità delle classi sociali, senza essere paritaria con quella dell'uomo, godeva tuttavia di larga autonomia. Flora ebbe occasione di conoscere casualmente a Lima, negli ultimi giorni passati in Perù, un personaggio di eccezione, Francisca Zubiaga y Bernales, moglie del presidente della Repubblica Agustín Gamarra, una donna che aveva partecipato personalmente alle guerre civili, guidando persino le truppe in battaglia e mostrando energia e competenza negli affari di governo che ella sembrò di fatto esercitare in luogo del marito.
Il 16 luglio 1834 Flora Tristan s'imbarcava a Lima per fare ritorno in Francia: aveva ottenuto dalla famiglia di suo padre la possibilità di sottrarsi in parte alla primitiva condizione di «paria» grazie alla concessione di una piccola rendita e, soprattutto, aveva acquisito maggiore consapevolezza di sé e delineato, almeno a grandi linee, un programma politico e intellettuale che era sua intenzione sviluppare, presentare pubblicamente e battersi per il suo successo.

### L'impegno politico

#### Les pérégrinations d'une Paria

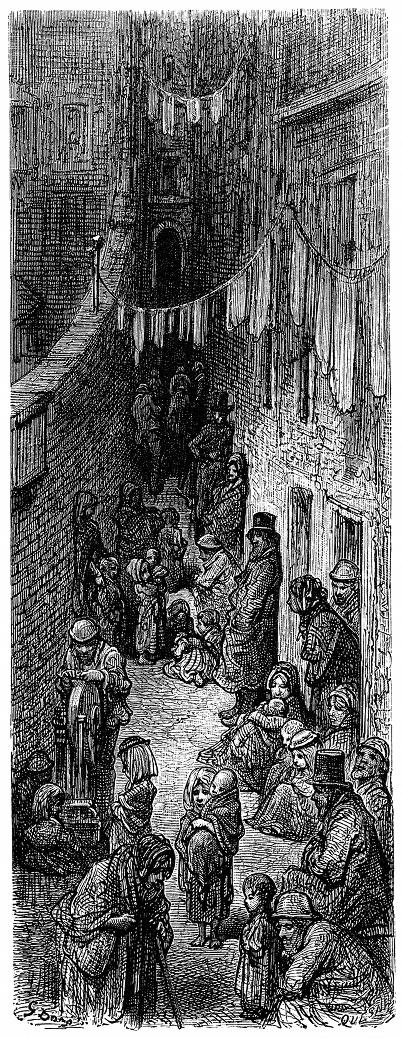
Doré: Londra, Orange Court

Al suo rientro a Parigi nel 1835, pubblicò l'opuscolo Nécessité de faire un bon accueil aux femmes étrangères, dove propose l'istituzione a Parigi di una Società di soccorso per le donne straniere che si trovassero in difficoltà, ed elaborò gli appunti presi in Perù, intenzionata a farne un libro: un primo capitolo, con il titolo Il convento di Arequipa, fu pubblicato nel 1836 nella Revue de Paris, rivista alla quale aveva iniziato a collaborare insieme a L'Artiste e a Le Voleur, mentre i due volumi delle Pérégrinations d'une Paria apparvero nel 1838, insieme con Méphis, un romanzo che si pone nella corrente dei popolari romanzi d'appendice e ha per protagonista un operaio che deve contrastare le criminose imprese di un gesuita. Il romanzo, che non ha pregi letterari, è ispirato ai modelli di Victor Hugo e di Eugène Sue, il quale, d'altra parte, si ispirerà proprio al Méphis nella composizione del proprio L'ebreo errante.
Il marito André Chazal non si era rassegnato alla perdita della moglie, che egli considerava, secondo costume, una sua proprietà, né a quella dei figli, che tentò di sequestrare più volte: in uno di questi tentativi venne accusato dalla figlia Aline di aver tentato di violentarla. Esasperato, un giorno, il 10 settembre 1838, lo Chazal sparò per strada a Flora, ferendola al petto: il proiettile le rimarrà conficcato nel corpo per il resto dei suoi anni. Al processo, l'avvocato difensore del marito, il «progressista» Jules Favre, futuro ministro degli Esteri della III Repubblica francese, cercò di attenuare la responsabilità del suo assistito dipingendo la Tristan come una donna disprezzabile, di nessun valore, a causa della sua condizione di illegittima, insomma di «paria». I giudici condannarono tuttavia Chazal a vent'anni di carcere - poi in parte condonati - e Flora poté mettersi alle spalle questa lunga e dolorosa vicenda.
In Perù aveva descritto una realtà che sembrava appartenere al passato, rispetto allo sviluppo delle moderne società europee: si trattava ora di rappresentare la realtà del paese più avanzato al mondo per sviluppo economico, sociale e politico, l'Inghilterra, la patria del capitalismo, del liberismo e del liberalismo moderno.
Nel 1839 raggiunse Londra e vi soggiornò per quattro mesi, durante i quali visitò le industrie che facevano ricco e potente quel paese e i miserabili quartieri della periferia dove dormivano gli operai, le donne e i bambini che avevano passato la maggior parte della loro giornata nelle fabbriche per pochi scellini, i vicoli sui quali sostavano i mendicanti e si affacciavano i bordelli, e insieme gli esclusivi clubs dove si raccoglievano nobili e borghesi a discutere di finanza e a giocare a whist o le spaziose strade dei quartieri del centro dove passeggiavano signore eleganti e giovani dandies.

#### LePromenades dans Londres
Ma a Londra Flora vide anche le forme di organizzazione di protesta e di opposizione a quello stato di cose e comprese l'importanza che i lavoratori sfruttati unissero le loro forze, alle quali era necessaria la partecipazione delle donne, ancora una volta le più oppresse dal sistema sociale «liberale», dal momento che il loro lavoro era ancor meno pagato di quello già misero concesso agli uomini.

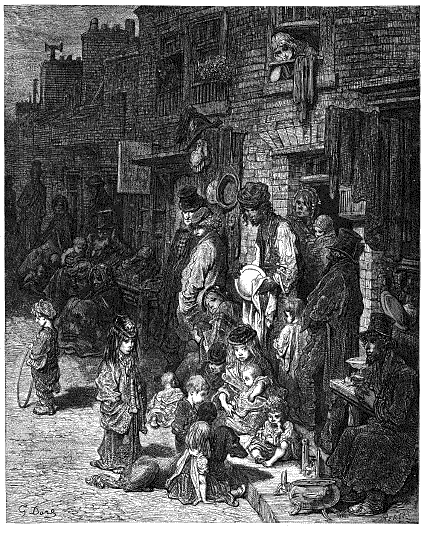
Doré: Londra, Wintworth street

La loro emancipazione poteva essere raggiunta solo attraverso la collaborazione con tutto il movimento operaio organizzato: la liberazione dei lavoratori era la condizione dell'emancipazione della donna. Pubblicando nel 1840 le sue Promenades dans Londres, Flora Tristan anticipava di qualche anno sia l'analisi de La situazione della classe operaia in Inghilterra fatta da Engels nel 1845 che il Manifesto comunista di Marx e dello stesso Engels lanciato nel 1848.
Infatti, Flora afferma che una nuova società può sorgere attraverso una grande battaglia tra «proprietari e capitalisti da un lato, che uniscono nelle loro mani tutto, ricchezza e potere politico, e i lavoratori delle città e delle campagne da un altro, che non possiedono nulla, né terra né capitale né potere politico». Per poter vincere questa battaglia, occorre che i lavoratori lascino da parte le organizzazioni corporative in cui sono attualmente rinchiusi - il corporativismo è «un'organizzazione ibrida, meschina, egoistica e assurda» - per entrare in un'unica organizzazione di lavoratori, che avrà una sua sezione particolare in ogni nazione.
Ricorda che i lavoratori non devono aspettarsi nulla dal governo - espressione della borghesia al potere - poiché «l'esperienza e i fatti vi dimostrano a sufficienza che il governo non può e non vuole accettare un miglioramento dei vostri destini. Dipende quindi unicamente da voi sfuggire al labirinto di dolore, miseria e umiliazioni in cui deperite». La borghesia, quando si trattò di prendere il potere in Francia, si avvalse dell'alleanza dei lavoratori, usandoli come la testa usa il braccio. Ora, «voi lavoratori non avete nessuno che vi aiuti. Dovete essere la testa e il braccio».

#### L'Union ouvrière
Sono le idee espresse ne L'Union ouvrière, che fece stampare nel 1843 a sue spese e con l'aiuto finanziario di amici e conoscenti. Si tratta di rivoluzionare la società ma, a differenza di quanto indicheranno Marx, i socialisti o gli anarchici, la rivoluzione sarà pacifica: uomini e donne, uniti nella Unione operaia, inizieranno a propagandare la necessità di una radicale riforma sociale utilizzando tutte le possibilità legali a loro disposizione.
Ciascun operaio di ogni nazione verserà annualmente un modestissimo contributo alla propria Unione: essendo milioni i lavoratori in ogni paese, ciascuna organizzazione operaia avrà a disposizione ogni anno una grande somma di denaro che investirà innanzi tutto nella costruzione di scuole per i figli degli operai che vi riceveranno un'istruzione gratuita. Poi saranno edificati i Palazzi operai, secondo le indicazioni dei Falansteri già fornite da Charles Fourier, dove i lavoratori potranno passare una serena vecchiaia, con assistenza medica garantita e gratuita, e la possibilità di svago e di letture.
Dovendo la rivoluzione essere pacifica, occorrerà tuttavia un dialogo con le forme rappresentative della nazione: sarà necessario che in Parlamento venga ammessa la figura del Difensore del popolo, che presenterà iniziative legislative come il formale diritto al lavoro per tutti, con la garanzia di un salario dignitoso, l'abolizione della pena di morte, il divorzio e altre riforme democratiche.

#### IlTour de France

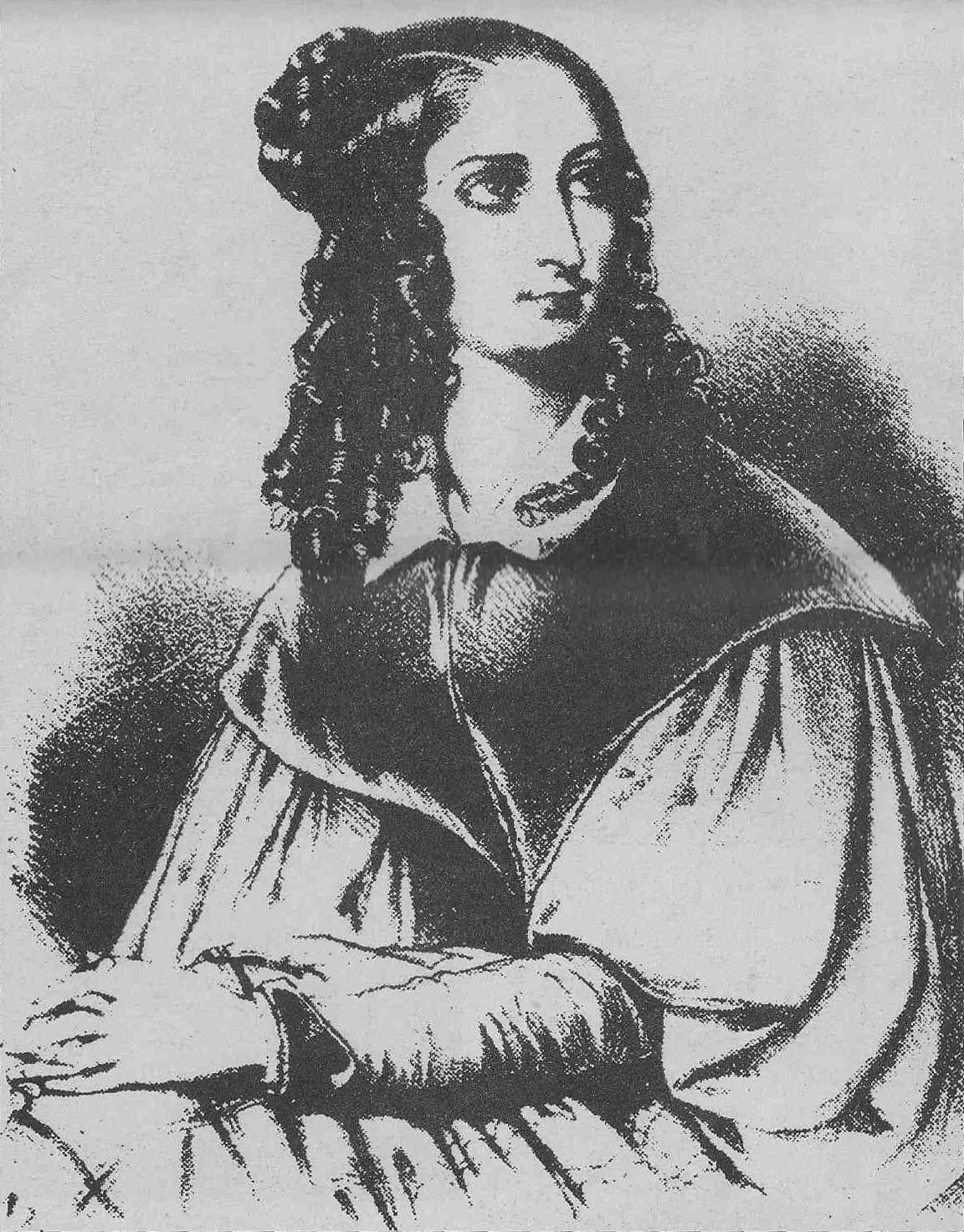
Flora Tristan

Nel 1844 iniziò a percorrere la Francia per propagandare le sue proposte in una serie di conferenze e contattare gli intellettuali più in vista per renderli partecipi e ottenere un appoggio alla sua iniziativa riformatrice: queste esperienze, annotate nel suo diario, saranno pubblicate postume con il titolo di Tour de France. Le autorità la ostacolarono in diverse occasioni, negandole la possibilità di riunione, facendo intervenire la polizia per disperdere le assemblee o sequestrando i suoi scritti, mentre la stampa conservatrice ironizzava sulle sue idee e la diffamava ricordando le sue origini «illegittime». Ma Flora non si lasciò scoraggiare.
Nel suo diario vi è una galleria di ritratti di personaggi noti, dei quali Flora fornisce il proprio giudizio: il cattolico «democratico» Lacordaire non ha nessun interesse verso i problemi dei poveri, il poeta Lamartine è un apatico e per George Sand gli «umili» sono solo materiale per i propri romanzi. Non migliori sono tanti giornalisti all'epoca famosi, i presunti intellettuali che pensano solo al proprio successo, e certi seguaci dei grandi socialisti utopisti. E poi vi sono le immagini delle città francesi e dei suoi lavoratori: la «coraggiosa» Parigi, Lione, ricca di iniziative, Tolone, dai lavoratori del porto che le «riempiono il cuore di gioia» per la loro coscienza di classe, mentre Marsiglia è una «città viziosa» e ad Auxerre, a Digione e a Roanne, città prevalentemente contadine, la miseria e la religione rendono ottusi i lavoratori.
Gli imprenditori sono invece uguali dappertutto: buoni padri di famiglia, rispettosi dell'autorità, ossequenti al clero, diventano cinici e privi di scrupolo quando si tratta del proprio profitto e di sfruttare gli operai: «L'essere umano è soltanto una bestia - dice uno di loro - e il proprietario può farne qualunque cosa».
Flora Tristan sapeva di essere malata e subì diverse crisi durante quel lungo e logorante viaggio per la Francia, fino a morire a Bordeaux il 14 novembre 1844, a soli 41 anni. La sua morte prematura è considerata da alcuni come la diretta conseguenza delle ferite subite durante il tentativo di assassinio di cui è stata vittima da parte del marito. Le sue ferite hanno causato un'insufficienza respiratoria e aumentato il rischio di contrarre malattie, quindi la sua morte potrebbe essere considerata un femminicidio. Furono gli operai e le operaie della città a organizzare il funerale, a portare il feretro e a raccogliere il denaro per erigere sulla sua tomba un monumento che fu inaugurato il 22 ottobre 1848: è una colonna spezzata intorno alla quale è avvolta una corona di quercia e di edera, e sopra di essa è deposto il suo libro Union ouvrière. In quell'occasione fu composto un canto che si sentì per molti anni ancora nelle fabbriche di Bordeaux: «Occorre un monumento per Flora Tristan».

## Opere
- Nécessité de faire un bon accueil aux femmes étrangères, Paris, 1835
- Pérégrinations d'une Paria (1833-1834), 2 voll., Paris, Arthus Bertrand, 1838
- Mephis, 2 voll., Paris, Ladvocat, 1838
- Promenades dans Londres, Paris, H.-L. Delloye, 1840
- Union ouvrière, Paris, Imprimerie Lacour et Maistrasse fils, 1843
- Tour de France. Journal 1843-44, 2 voll., Paris, La Découverte, 1980
- Lettres de Flora Tristan, Paris, Seuil, 1980

### Traduzioni italiane
- Le peregrinazioni di una paria [Pérégrinations d'une paria], a cura di Graziella Martina, Pavia, Ibis, 2003, ISBN 978-88-7164-469-1.
- Scusate lo stile scucito. Lettere, scritti e diari (1835-1844), a cura di L. Zecchi, Napoli, Spartaco, 2004, ISBN 88-87583-32-3.